# Verfassungsrat von Äthiopien
Der äthiopische Verfassungsrat (amharisch የሕገ መንግሥት ጉዳዮች አጣሪ ጉባኤ, transkribiert Ye hege mengist goudayoch at'ari goubaé) ist ein politisches Organ, welches durch die Verfassung der Demokratischen Bundesrepublik Äthiopien aus dem Jahr 1995 etabliert wurde (nach Artikel 82, Absatz 1 der Verfassung). 
Die organisatorische Struktur wird vom Rat selbst erarbeitet, um die Zügigkeit seiner Aktivitäten sicherzustellen (Art. 82, Abs. 3). Es verfasst seine Regeln der Prozedur und setzt sie nach der Zustimmung des Bundeshauses in die Tat um (Art. 84, Abs. 4). Der Verfassungsrat ist angewiesen, die Streitsachen bezüglich der Verfassung zu betrachten und zu prüfen.

## Zusammensetzung
Der Verfassungsrat besteht aus elf Mitgliedern (Art. 82, Abs. 2):
- Dem Präsidenten des Obersten Bundesgerichtshofes, welcher gleichzeitig den Posten des Präsidenten des Verfassungsrates innehat (Art. 82, Abs. 2 a);
- Dem Vizepräsidenten des Obersten Bundesgerichtshofes, welcher den Posten des Vize-Präsidenten des Verfassungsrates innehat (Art. 82, Abs. 2 b);
- Sechs juristen, welche infolge der Empfehlung den Volksrepräsentantenhauses vom äthiopischen Bundespräsidenten ernannt werden (Art. 82, Abs. 2 c);
- Drei Personen, welche von den Mitgliedern des äthiopischen Bundeshauses designiert werden (Art. 82, Abs. 2 d)

## Funktionen
Der Verfassungsrat hat die Macht, die Streitfragen über die Verfassungsordnung zu prüfen, er kann Empfehlungen des Volksrepräsentantenhauses verschieben, wenn er es für nötig hält, die Verfassung Äthiopiens zu erklären (Art. 84, Abs. 1). Die Streitfragen werden vom Bundeshaus Äthiopiens geklärt (Art. 83, Abs. 1). Er muss die Frage innerhalb der folgenden 30 Tage entscheiden (Art. 83, Abs. 2). Sobald ein Bundesgesetz, ein von der Bundesregierung oder ein von einer Region erlassenes Gesetz von einem Gericht oder einer Partei als verfassungswidrig betrachtet wird, muss der Verfassungsrat die aufgestellte Norm in Frage stellen und seine richterliche Einschätzung für die allerletzte Entscheidung dem Bundeshaus unterwerfen (Art. 84, Abs. 2).